# Лисичкино (Новгородская область)
Лиси́чкино — деревня в Поддорском районе Новгородской области России. Входит в состав Поддорского сельского поселения.

## География
Деревня находится в юго-западной части Новгородской области, в зоне хвойно-широколиственных лесов, на берегах реки Порусья, при автодороге 49Н-1517, на расстоянии примерно 8 км (по прямой) к юго-западу от села Поддорье, административного центра района. Абсолютная высота — 86 м над уровнем моря.

### Климат
Климат умеренно-континентальный с некоторыми чертами морского. Среднегодовая многолетняя температура воздуха составляет 4,4 °С. Средняя многолетняя температура самого холодного месяца (января) составляет −8 °С (абсолютный минимум — −41 °C); самого тёплого месяца (июля) — 17,4 °C (абсолютный максимум — 35 °C). Безморозный период длится 120—130 дней. Среднегодовое количество атмосферных осадков — 684 мм, из которых большая часть выпадает в тёплый период.

### Часовой пояс
Деревня Лисичкино, как и вся Новгородская область, находится в часовой зоне МСК (московское время). Смещение применяемого времени относительно UTC составляет +3:00.

## Население
| 2010 |
| ---- |
| 36   |

### Национальный состав
Согласно результатам переписи 2002 года, в национальной структуре населения русские составляли 98 % из 42 чел.

## Известные уроженцы
- Антипов, Николай Кириллович (1894—1938) — советский партийный и государственный деятель